# Adrian Țuțuianu
Adrian Țuțuianu (1º agosto 1965) è un politico rumeno, membro del Partito Social Democratico, senatore di Dâmbovița nel Parlamento della Romania nelle legislature 2008-2012 e 2016-2020 dell'alleanza PSD + PC.
Tra il 2012 e il 2016 è stato presidente del consiglio del distretto di Dâmbovița. È stato Ministro della difesa dal 29 giugno 2017 al 6 settembre 2017 nel governo Tudose.

## Biografia
Diplomato al liceo chimico, ha poi studiato giurisprudenza all'Università di Bucarest. Nel 2006 ha conseguito un dottorato in diritto commerciale presso la sua alma mater. Negli anni 1990-1995 ha lavorato come impiegato presso l'amministrazione distrettuale di Dâmbovița, ha poi ricoperto varie posizioni in società commerciali. Nel 1999 ha iniziato l'attività di avvocato e un anno dopo è diventato docente presso l'Università Valahia di Târgovişte.
Membro del Partito Social Democratico dal 1998, ha ricoperto varie funzioni nelle sue strutture locali, regionali e nazionali. Nel 2012 è diventato presidente di partito a livello distrettuale. Dal 2004 al 2008 è stato membro del consiglio distrettuale di Dâmbovița. Negli anni 2008-2012, è stato eletto per la prima volta al Senato. Nel 2012 è stato eletto presidente del consiglio distrettuale di Dâmbovița. A seguito delle elezioni del 2016, è tornato a sedere nella camera alta del Parlamento rumeno.
Il 29 giugno 2017 è diventato Ministro della difesa nazionale nel governo Tudose. Si è dimesso da questa posizione nel settembre dello stesso anno. Nel gennaio 2019 ha lasciato i socialdemocratici, entrando nel gruppo PRO Romania di Victor Ponta.